# Филинг-радиус
Филинг-радиус — метрическая характеристика Риманова многообразия.
Предложенa Громовым в 1983 году.
Он использовал филинг-радиус
в доказательстве систолического неравенства для существенных многообразий.

## Кривые на плоскости
Филинг-радиус ({\displaystyle \mathrm {FillRad} (C\subset \mathbb {R} ^{2})})
замкнутой кривой C на плоскости определяется как наибольший радиус {\displaystyle R>0} круга, который содержится внутри кривой.
Филинг-радиус кривой C можно также определить как точную нижнюю грань из {\displaystyle \varepsilon >0} таких, что кривая C стягивается в точку в своей {\displaystyle \varepsilon }-окрестности.

## Определение
Обозначим через A кольцо {\displaystyle \mathbb {Z} } или {\displaystyle \mathbb {Z} _{2}}, в зависимости от того, является ли Х ориентируемым или нет. 
Тогда фундаментальный класс, обозначамый [X], компактного  n-мерного многообразия X, является образующей группы гомологии {\displaystyle H_{n}(X;A)\simeq A}, и мы полагаем
{\displaystyle \mathrm {FillRad} (X)=\inf \left\{\varepsilon >0\mid \iota _{\varepsilon }([X])=0\in H_{n}(U_{\varepsilon }X)\right\},}
где {\displaystyle \iota _{\varepsilon }} обозначает
вложение Куратовского Х в пространство ограниченных функций на Х.

## Свойства
- В любой размерности {\displaystyle n} существует константа {\displaystyle c_{n}}, что неравенство 
{\displaystyle (\mathrm {FillRad} \,M)^{n}\leq c_{n}\cdot \mathrm {vol} \,M}

выполняется для любого замкнутого риманова {\displaystyle n}-мерного многообразия {\displaystyle M}.
- Это основное свойство филинг-радуиса, которое используется Громовым в доказательстве систолического неравенства; доказательство с существенными упрощениями и улучшенной константой приведено Александром Набутовским.
- Для данного многообразия {\displaystyle M} размерности хотя бы 3, оптимальная константа {\displaystyle c(M)} в неравенстве

{\displaystyle (\mathrm {FillRad} \,(M,g))^{n}\leq c(M)\cdot \mathrm {vol} \,(M,g)}
зависти только от размерности {\displaystyle M} и его ориентируемости.
- Филинг-радиус не превосходит трети диаметра.[3]
  - Равенство достигается для вещественного проективного пространства с канонической метрикой.
    - В частности, филинг-радиус единичной окружности с индуцированной римановой метрикой равен π/3, то есть одной шестой её длины.

- Систоль существенного многообразия не превышает шести его филинг-радиусов.
  - Это неравенство становится равенством для вещественных проективных пространств, как указано выше.

- Радиус инъективности компактного многообразия M даёт нижнюю границу на филинг-радиус. А именно,
{\displaystyle \mathrm {FillRad} M\geq {\frac {\mathrm {InjRad} M}{\dim M+1}}.}